# Freestyle ai I Giochi olimpici giovanili invernali - Ski cross femminile
La gara dello ski cross ragazze di freestyle ai I Giochi olimpici giovanili invernali di Innsbruck 2012 si è tenuta sulla pista della Alpenrose Kühtai il 22 gennaio. Hanno preso parte a questa gara 12 atlete in rappresentanza di altrettante nazioni.

## Risultato
| Pos. | Pett. | Atleta            | Nazione     | Tempo   | Punti |
| ---- | ----- | ----------------- | ----------- | ------- | ----- |
|      | 12    | Michaela Heider   | Austria     | 58"38   | 90,00 |
|      | 5     | Veronika Čamková  | Rep. Ceca   | 58"63   | 72,00 |
|      | 8     | Emilie Benz       | Svizzera    | 58"82   | 54,00 |
| 4    | 7     | India Sherret     | Canada      | 1'00"21 | 45,00 |
| 5    | 3     | Claudia Leggett   | Australia   | 1'00"30 | 40,50 |
| 6    | 1     | Katharina Tordi   | Germania    | 1'00"82 | 36,00 |
| 7    | 10    | Manuela Roncallo  | Argentina   | 1'01"67 | 32,40 |
| 8    | 6     | Ksenija Maksimova | Russia      | 1'01"82 | 28,80 |
| 9    | 2     | Emma Vorger       | Francia     | 1'01"87 | 26,10 |
| 10   | 9     | Lesley Wilson     | Stati Uniti | 1'02"64 | 23,40 |
| 11   | 4     | Elisa Guerrero    | Cile        | 1'03"72 | 21,60 |
| 12   | 11    | Malou Peterson    | Svezia      | 1'10"15 | 19,80 |